# Molophilus hispidulus
Molophilus hispidulus är en tvåvingeart som beskrevs av Alexander 1932. Molophilus hispidulus ingår i släktet Molophilus och familjen småharkrankar. Inga underarter finns listade i Catalogue of Life.